# Ereleuva Eusebia
Ereleuva Eusebia (440-500) fue la madre de Teodorico el Grande, rey de los ostrogodos.

## Historia
Aunque los historiadores se refieren a menudo a ella como la concubina de Teodomiro, el padre de Teodorico, hay otros que señalan que 

«El título de concubina no le hace justicia a la posición que tenía en el reino ostrogodo. En muchas de las naciones teutónicas como posteriormente en las nórdicas, el rito del matrimonio no era tan importante.»
Thomas Hodgkin

Gelasio se refiere a ella como "regina" (reina) y eso sugiere que mantenía una posición social relevante, independientemente de la informalidad en su relación con Teodomiro.
Ereleuva, posiblemente arriana cuando nació, fue convertida al catolicismo y bautizada con el nombre de Eusebia. Al parecer tomó seriamente su conversión, como lo indica la correspondencia mantenida con el Papa Gelasio y la mención que de ella se hace en el Panegírico de Teodorico realizado por Enodio de Pavía.
Su nombre es escrito por historiadores de la antigüedad de diversas maneras: Ereriliva (por el Anónimo Valesiano), Erelieva (por Jordanes) pero es más conocida por Ereleuva y por Eusebia, su nombre católico.
Entre sus descendientes, limitando la descripción a la 7.ª generación, nos encontramos con que es madre, abuela, bisabuela, tatarabuela y trastatarabuela de reyes de diferentes dinastías.